# Bredemeyera microphylla
Bredemeyera microphylla là một loài thực vật có hoa trong họ Polygalaceae. Loài này được (Griseb.) Hieron. mô tả khoa học đầu tiên năm 1881.